# Ramblin' Jack Elliott
Ramblin' Jack Elliott, född Elliott Charles Adnopoz 1 augusti 1931 i Brooklyn, är en amerikansk folksångare och gitarrist.
Elliott influerades starkt av Woody Guthrie, som han reste och spelade tillsammans med under 1950-talet. Han kom i sin tur att bli en influens inte minst för en ung Bob Dylan. Till skillnad från Guthrie och Dylan har Elliott dock aldrig varit någon framstående låtskrivare och har bara skrivit ett fåtal egna sånger. Istället har han gjort sig känd för sina tolkningar av andra musikers material.
Jack Elliott vann 1995 sin första Grammy då hans South Coast tog hem kategorin för bästa traditionella folkalbum. Albumet A Stranger Here vann 2009 års Grammy i kategorin bästa traditionella bluesalbum.

## Diskografi
Album
- 1955 – Woody Guthrie's Blues
- 1958 – Jack Takes the Floor
- 1958 – Ramblin' Jack Elliott in London
- 1960 – Ramblin' Jack Elliott Sings Songs by Woody Guthrie and Jimmie Rodgers
- 1960 – Jack Elliott Sings the Songs of Woody Guthrie
- 1961 – Songs to Grow On by Woody Guthrie, Sung by Jack Elliott
- 1961 – Ramblin' Jack Elliott
- 1962 – Jack Elliott at the Second Fret (live)
- 1962 – Country Style
- 1964 – Jack Elliott
- 1968 – Young Brigham
- 1970 – Bull Durham Sacks & Railroad Tracks
- 1981 – Kerouac's Last Dream
- 1995 – South Coast
- 1998 – Friends of Mine
- 1999 – The Long Ride
- 2006 – I Stand Alone
- 2009 – A Stranger Here